# Dombeya parvipetala
Dombeya parvipetala är en malvaväxtart som beskrevs av Arenes. Dombeya parvipetala ingår i släktet Dombeya och familjen malvaväxter. Inga underarter finns listade i Catalogue of Life.